# Бенвенуто Челлини (опера)
«Бенвенуто Челлини» (фр. Benvenuto Cellini), opus 23 — опера в трёх действиях французского композитора Гектора Берлиоза. Либретто Л. де Вайи и О. Барбье. Премьера состоялась 10 сентября 1838 года в Париже. Премьера второй редакции — 17 ноября 1852 года в Веймаре.

## История создания

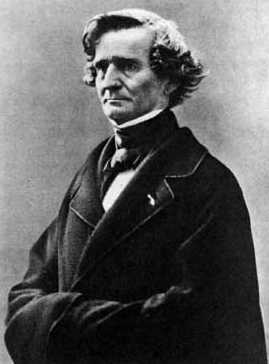
Гектор Берлиоз

В 1834 году Берлиоз, де Вайи и Барбье предложили Парижской Опера-комик либретто в стиле комической оперы с разговорными диалогами. Но дирекция отвергла её. Тогда авторы переписали его в более приемлемом для тогдашней публики виде, заменив диалоги речитативами. Первоначально опера шла в двух действиях. Тем не менее новаторство оперы по сравнению с господствовавшим на сцене большим стилем привело к провалу премьеры в сентябре 1838 года. Опера надолго была забыта.
В 1851 году Ференц Лист, согласовав изменения с Берлиозом, поставил оперу в новой редакции, теперь уже в трёх действиях, на сцене оперного театра в Веймаре.
Таким образом, опера существует в трёх редакциях: 1834, 1838 и 1851 годов. Окончательно на сцене утвердилась редакция 1851 года, хотя в последнее время она, как правило, идёт в двух частях (без перерыва между первым и вторым действиями).

## Действующие лица
| Бенвенуто Челлини, флорентийский скульптор | тенор         |
| Асканио, его ученик                        | меццо-сопрано |
| Бальдуччи, папский казначей                | бас           |
| Тереза, его дочь                           | сопрано       |
| Кардинал Сальванти                         | бас           |
| Фьерамоска, папский скульптор              | баритон       |
| Помпео, его друг                           | баритон       |
| Франческо, художник                        | тенор         |
| Бернардино, художник                       | бас           |
| Действие происходит в Риме в 1532 году     |               |

## Либретто
Либретто написано по мотивам автобиографии Челлини «Жизнь Бенвенуто Челлини, написанная им самим во Флоренции».

### Действие первое. В доме Бальдуччи
В Риме разгар карнавала. Дочь папского казначея Бальдуччи Тереза в окно наблюдает за веселящейся толпой. Бальдуччи не в духе. Он недоволен тем, что папа пригласил в Рим флорентийского скульптора Челлини и заказал ему отливку статуи Персея. Ведь в Риме есть свой скульптор — Фьерамоска, который справился бы не хуже с этим заказом. Тем более, что сам Бальдуччи смотрит на Фьерамоску как на будущего зятя и прочит Терезу ему в жены. Тереза не обращает внимания на ворчание отца, и Бальдуччи уходит. Под окном поклонники Терезы в масках. Они поют куплеты, и в окно влетают цветы. В одном из букетов записка от Челлини. Он пишет о своей любви. Тереза и сама влюблена в молодого флорентийца. Звучит ария Терезы «Les belles fleurs!.. Entre l’amour et le devoir».
Челлини входит в комнату. Тереза радостно встречает его. Но следом за флорентийцем пробирается Фьерамоска, который, спрятавшись, ревниво следит за объяснением влюбленных. Он тоже любит Терезу. Трио «Cellini!.. Teresa! Ne fuyez pas ma vue!.. Ce n’est pas en forзant les grilles». Челлини прощается и уходит. Неожиданно возвращается Бальдуччи. В комнате дочери он застает Фьерамоску. Бальдуччи возмущен тем, что он пытается встретиться с Терезой за его спиной. С трудом Фьерамоска вырывается и убегает.

### Действие второе. Картина первая. В таверне художников
Челлини один. Он размышляет о своей возлюбленной и о будущем. Ария «Une heure encore et ma belle maotresse». Появляются Бернардино, Франческо и другие художники. Они веселятся и вовлекают Челлини в свой круг. Входит Асканио. Он получил от папского казначея деньги за создание статуи Персея. Заказчик приказал, чтобы статуя была готова к завтрашнему дню. Челлини пересчитывает деньги. Их слишком мало. Возмущенные художники решают отомстить скупому казначею. Вечером во время карнавала они будут высмеивать Бальдуччи в куплетах. Одновременно Челлини и Асканио договариваются о том, чтобы похитить Терезу. Как было с нею заранее условлено, друзья наденут монашеские сутаны: Челлини — белую, а Асканио — коричневую. Художники уходят. В таверне остаются Фьерамоска и его друг Помпео. Они все слышали и решают воспользоваться договором Челлини и Терезы. Фьерамоска и Помпео наденут маски и такие же костюмы как Челлини и Асканио, и сами похитят Терезу. Фьерамоска жалуется на злую судьбу. Ария «Ah! qui pourrait me resister?».

### Действие второе. Картина вторая. Площадь Колонна в Риме
В толпе прогуливаются Бальдуччи и Тереза. Внезапно их окружают маски, которые поют куплеты, в которых высмеивается скупость папского казначея. Бальдуччи возмущен и не замечает, что толпа отделила его от дочери. На площади начинается представление — традиционная пантомима. Пока большая часть народа поглощена зрелищем, к Терезе приближаются два монаха в масках. Это Челлини и Асканио. Но одновременно к девушке подходят еще двое в таких же костюмах. Это Фьерамоска и Помпео. Возникает ссора, в ход идут кинжалы, и Челлини ранит Помпео. Помпео падает, он мертв. В суматохе Челлини и Асканио убегают, а стража хватает Фьерамоску, так как на нем такой же костюм, как и на Челлини.

### Действие третье. Мастерская Челлини

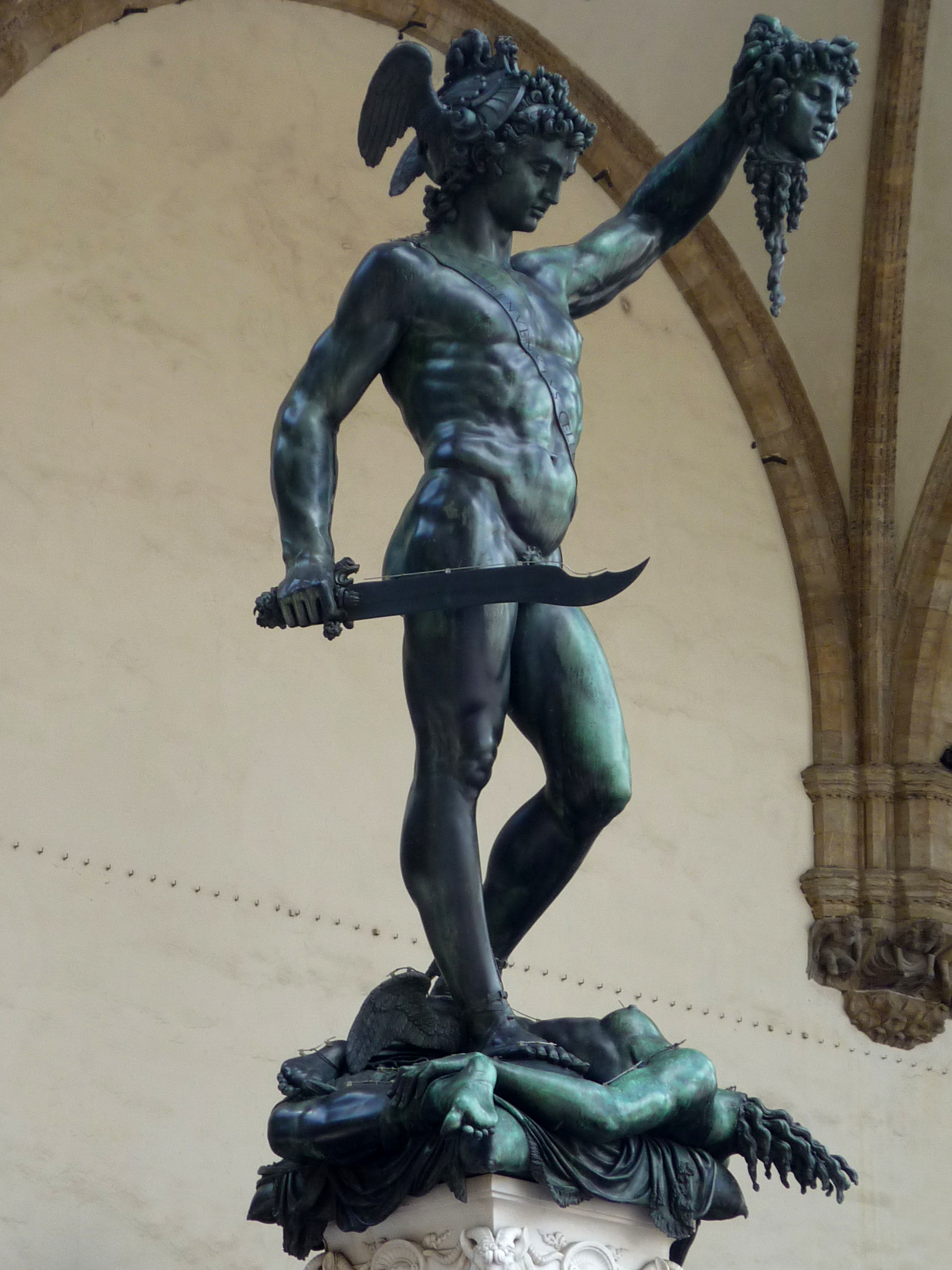
Бенвенуто Челлини. Персей (1545—1553, Флоренция, Лоджия деи Ланци)

На утро следующего дня Тереза пришла в мастерскую Челлини, узнать о его судьбе после вчерашнего происшествия. В мастерской уже началась работа. Бернардино, Франческо и Асканио приступили к работе, но самого мастера еще нет. Асканио успокаивает Терезу и развлекает её веселым пением. Ария «Tra, la, la, la, la, la…» и дуэт «Ah, qu’est-il devenu? Jesus! ou peut-il utre?». Появляется Челлини, Тереза бросается в его объятия. Дуэт «Teresa!.. Cellini!.. Quand des sommets de la montagne».
Идиллию влюбленных прерывают Бальдуччи и Фьерамоска. Бальдуччи осыпает Челлини упреками, он категорически отказывает ему в руке дочери. Тереза будет женой Фьерамоски, которому удалось доказать невиновность в убийстве Помпео. Перебранку Бальдуччи и Челлини прерывает кардинал Сальванти, который прибыл осматривать статую Персея. Узнав, что статуя еще не готова, чиновник приходит в негодование. Он обещал папе Римскому, что статуя будет сегодня, и теперь гнев папы падет на него. Челлини успокаивает кардинала: статуя будет готова, только взамен он просит руки Терезы. Кардинал согласен на все и берется уговорить отца невесты. Челлини приступает к работе. Звучит ария — гимн творчеству «Seul pour lutter, seul avec mon courage». Работа закончена. Скульптор разбивает форму, и перед зрителями предстает статуя Персей — прекрасное произведение искусства. Все поражены. Бальдуччи согласен на брак дочери с мастером. Кардинал соединяет руки Терезы и Бенвенуто.

## Дискография
- Берлиоз. Бенвенуто Челлини: Н.Гедда, К.Эда-Пьер, Ж.Бербье, Ж.Бастин, Р.Массар, Р. Ллойд. Дирижер сэр К.Дэвис. PHILIPS 1972
- Берлиоз. Бенвенуто Челлини. Ф.Бонисолли, Т.Жилис-Гара, Э.Стайнер, В.Брендель, Дж. Синимберги. Дирижер С.Озава. RAI, Roma 8.5.1973 / OPERA D’ORO
- Берлиоз. Бенвенуто Челлини. Ч.Гасдиа, Е.Цилио, К.Мерритт, В.Браун, Ж.Бастин, А.Феррин. Дирижер В.Федосеев / Флоренция 28.4.1987
- Берлиоз. Бенвенуто Челлини. А.Нетребко, М.Бачелли, К.Мерритт, Н.Гассиев, С.Алексашкин, С.Швец. Дирижер В.Гергиев / Амстердам Concertgebouw 1999
- Берлиоз. Бенвенуто Челлини. Э.Футрал, И.Калс, Дж. Саббатини, Л.Наури, Р.Ллойд. Дирижер К.Дэвис / Лондон Barbican Hall 7.12.1999
- Берлиоз. Бенвенуто Челлини. П.Чьофи, Дж.ди Донато, Г.Кунде, Ж. Ф. Лапуан, Л.Наури. Дирижер Дж. Нельсон / VIRGIN 2003
- Берлиоз. Бенвенуто Челлини. Л.Клэйкомб, М.Грооп, Б.Форд, К.Мальтман, Ф.Хавлата. Дирижер Р.Норрингтон / Лондон, Альбер Холл BBC Proms 17.8.2003
- Берлиоз. Бенвенуто Челлини. М.Джордани, И.Байракдарьян, К.Йепсон, П.Колман-Райт, Р.Ллойд. Дирижер Дж. Ливайн / МЕТ 27.12.2003
- Берлиоз. Бенвенуто Челлини. Б.Фриц, М.Ковалевская, К.Алдрих, Л.Наури, М.Петренко. Дирижер В.Гергиев / Зальцбург 10.8.2007
- Берлиоз. Бенвенуто Челлини. А.Калагина, З.Булычева, С.Семишкур, А.Тимченко, А.Гергалов, Н.Каменский, М.Петренко. Дирижер В.Гергиев / Мариинский театр в Стокгольме на фестивале Балтийского моря, Berwald Hall 20.8.2007